# Maid
Maid (sirvienta, en inglés), titulada en español como Las cosas por limpiar  o La asistenta (en España), es una miniserie de drama estadounidense, inspirada en el libro autobiográfico de Stephanie Land, Maid: Hard Work, Low Pay, and a Mother's Will to Survive (en español literalmente Sirvienta: Trabajo duro, poca paga, y la voluntad de una madre por sobrevivir y publicada con el título Criada). Fue creada por Molly Smith Metzler y estrenada en Netflix el 1 de octubre de 2021.

## Sinopsis
Sigue la vida de Alex, una madre joven que abandona una relación tormentosa y empieza a trabajar como limpiadora de casas para cubrir a duras penas sus necesidades básicas, mientras trata de crear una vida mejor para su hija Maddy. Vista a través de la lente emocional pero humorística de una persona desesperada pero decidida, la serie es una exploración cruda e inspiradora de la resiliencia de una madre, de las relaciones dañinas y de la superación personal.

## Ambientación
La serie se desarrolla principalmente en la ciudad ficticia de Port Hampstead (donde vive Alex), posiblemente inspirada en Port Townsend, donde residió Stephanie Land. El lugar donde se ubica la casa de Regina y otras casas que Alex limpia, y hacia donde viaja en ferri, se hallan en la ficticia Fisher Island, posiblemente inspirada en Whidbey Island, el viaje en ferri más cercano a Port Townsend. Todos los lugares, ficticios y reales, se hallan en el estado de Washington.

## Reparto
Principal
- Margaret Qualley como Alex Russell, una madre joven que huye de su agresivo novio con su hija de dos/tres años, "Maddy", y consigue un trabajo como sirvienta.
- Nick Robinson como Sean Boyd, ex de Alex y padre de Maddy.
- Anika Noni Rose como Regina, una clienta adinerada de Alex.
- Tracy Vilar como Yolanda, jefa de Alex.
- Billy Burke como Hank, padre de Alex.
- Andie MacDowell (madre de Margaret Qualley) como Paula Langley, madre de Alex.

Secundario
- Rylea Nevaeh Whittet como Maddy, hija de Alex y Sean, con dos y tres años.
- Xavier de Guzman como Ethan, mejor amigo de Sean.
- Raymond Ablack como Nate, un conocido del pasado de Alex.
- BJ Harrison como Denise, la mujer que dirige el refugio de violencia doméstica para mujeres.

Estrellas invitadas
- Aimee Carrero como Danielle, una mujer albergada en el mismo refugio que Alex.
- Mozhan Marnò como Tara, la abogada de Alex.
- Théodore Pellerin como Wayne, una cita que Alex conoció en Tinder.

## Producción
El 20 de noviembre de 2019, Netflix inició la producción de una serie inspirada en el exitoso libro según el New York Times, Maid: Hard Work, Low Pay, and a Mother's Will to Survive, de Stephanie Land. La serie fue creada por Molly Smith Metzler, quién fue también productora ejecutiva junto a John Wells, Erin Jontow, Margot Robbie, Tom Ackerley, Brett Hedblom y Land. Las compañías productoras implicadas en la serie fueron John Wells Productions, LuckyChap Entertainment, y Warner Bros. Television. Los directores de la serie incluyeron a Wells, Nzingha Stewart, Lila Neugebauer, Helen Shaver, y Quyen "Q" Tran. La serie limitada fue estrenada el 1 de octubre de 2021.
A finales de agosto de 2020, Margaret Qualley y Nick Robinson fueron confirmados en los papeles principales. El 14 de septiembre, Anika Noni Rose se unió al reparto. Le siguieron Andie MacDowell, Tracy Vilar y Billy Burke en octubre. El 25 de  noviembre se confirmó a Xavi de Guzman.
El rodaje empezó el 28 de septiembre de 2020, y concluyó el 9 de abril de 2021, y fue realizado en Victoria (Columbia Británica).

## Recibimiento
El agregador de reseñas web Rotten Tomatoes reportó un índice de aprobación del 97 % con un índice promedio de 8.3/10, basado en 33 críticas. La crítica consensuada del sitio dice: «Maid cuida bastante su tema a tratar para esbozar un drama que no es siempre fácil de mirar, aunque innegablemente poderoso, sostenido por una excepcional actuación de Margaret Qualley». Metacritic, que usa una media ponderada, le asignó una puntuación de 82 de 100, basada en 18 críticas, mientras que la puntucación media de los usuarios es de 7.4/10.
Kristen Lopez de IndieWire dijo de la serie: «Necesitamos más historias así [...] Maid merece todo el clamor que consigue». Alan Sepinwall le dio 4 de 5 estrellas y dijo para Rolling Stone: «Partes de ella son intencionadamente difíciles de atravesar, aún así el show es sorprendentemente agradable dada la naturaleza de la historia, y a veces incluso ligera y encantadora», y alabó la actuación de Qualley.
La escritora del libro, Stephanie Land, dijo:

«Escribí un libro para que las personas que luchan por sobrevivir pudieran verse representadas de una manera auténtica, y pudieran sentirse menos solas. MAID, la serie de Netflix que se inspiró en mi libro, continúa ese legado de una manera que me deja absolutamente impactada».

## Episodios
| N.º | Título                             | Dirigido por    | Escrito por                            | Fecha de lanzamiento original | Código de prod. |
| --- | ---------------------------------- | --------------- | -------------------------------------- | ----------------------------- | --------------- |
| 1 | «Dollar Store» «Todo por un dólar» | John Wells      | Molly Smith Metzler                    | 1 de octubre de 2021          | T13.22651       |
| Alex escapa a hurtadillas de la casa en la que convive con su novio Sean, llevándose con ella a la hija de ambos, Maddy, y conduce en medio de la noche. En la mañana, asisten a un centro de ayuda social, donde le indican un negocio que contrata ayuda doméstica. Alex deja a Maddy con su madre Paula y el novio de esta, Basil, y va al negocio dirigido por Yolanda, quien le da su primera clienta: la adinerada Regina, y se le informa que los implementos de limpieza y el transporte terrestre corren por su propio gasto. Mientras limpia, Alex se desmaya, pues no ha comido desde el día anterior. Regresa donde su madre y descubre que esta dejó que Sean se llevara a Maddy, así que va a la casa de este y la recupera. Yolanda le avisa a Alex que Regina no está satisfecha con el trabajo y que debe volver para terminarlo, pero cuando iba, el carro de Alex es impactado por otro mientras Maddy está adentro. Maddy sale ilesa y Alex es multada. Alex llama a su padre Hank, quien las deja en la estación del ferry, donde pasan la noche. |                                    |                 |                                        |                               |                 |
| 2 | «Ponies» «Ponis»                   | John Wells      | Molly Smith Metzler                    | 1 de octubre de 2021          | T13.22652       |
| La mañana siguiente, Alex se encuentra con Nate, un amigo de la adolescencia ahora divorciado y con un hijo. Nate las lleva a desayunar y las deja en el negocio de Yolanda, donde esta despide a Alex por las quejas de Regina, quien además se negó a pagar. El abogado de Sean le avisa a Alex que pedirán la custodia completa de Maddy y la cita a una audiencia en la corte. Alex regresa al centro de ayuda social, donde la dirigen a un refugio para mujeres víctimas de malos tratos, dirigido por Denise. Allí conoce a la amigable Danielle, cuya pareja la trató de estrangular. En la corte, Alex pierde la custodia de Maddy por una semana. Alex se halla destrozada, pero Danielle la motiva y la convence de ir a la casa de Regina a exigir su pago. Puestas allí, Danielle roba al perro de Regina. Alex la llama para devolvérselo y cuando se encuentran, discuten y Alex le reprocha su actitud confesándole la situación que atraviesa. Al día siguiente, Regina hace el pago y Alex recupera el trabajo. Durante el episodio, Alex cuenta su pasado con Sean a un montón de juguetes de ponis que fueron dejados por una huésped del refugio anterior, y confiesa tenerle miedo. |                                    |                 |                                        |                               |                 |
| 3 | «Sea Glass» «Vidrio marino»        | Nzingha Stewart | Marcus Gardley                         | 1 de octubre de 2021          | T13.22653       |
| Alex pasa los días asistiendo a una escuela para padres, trabajando como limpiadora y realizando trámites legales para conseguir ayuda de programas sociales gubernamentales (tales como SNAP, TANF y LIHEAP); todo para mostrarse ante la siguiente audiencia como una opción viable para su hija y conseguir la custodia completa. Alex se muda a un apartamento de ayuda social y le pide a Paula ser su testigo, pero más tarde se enoja con ella por no llenar el formulario que le pidió. Un día Sean no se presenta a trabajar y Alex lo encuentra ebrio en una costa que ambos solían visitar. Conversan y Alex le dice que no quiere que Maddy crezca sin un padre. Sean menciona que él es como vidrio marino, el cual fue creado por el mar a partir de basura que le arrojaron muchos años atrás. Alex lo lleva de vuelta a casa con su madre, donde la mamá de Sean cuida de Maddy. El día de la audiencia, Sean pacta con Alex la custodia compartida. Alex se devuelve al apartamento con Maddy, donde encuentran un mural en el dormitorio pintado por Paula. |                                    |                 |                                        |                               |                 |
| 4 | «Cashmere» «Cachemir»              | Nzingha Stewart | Rebecca Brunstetter                    | 1 de octubre de 2021          | T13.22654       |
| Tiempo después, Nate le presta un auto a Alex y trata de invitarla a salir, pero ella lo rechaza. Alex entrega a Maddy a Sean como parte del acuerdo de custodia. Padre e hija pasarán juntos el Día de Acción de Gracias. Sean trata de persuadir a Alex de acompañarlos, pero esta se niega. Alex vuelve a casa de Regina, para limpiar su casa mientras esta y su esposo van de viaje por la celebración. Alex se prueba un suéter de cachemir del armario, bebe vino e invita a la casa a Wayne, un chico que conoció en una app de citas, al cual le miente sobre su vida. Regina vuelve del viaje visiblemente triste y le cuenta a Alex que su esposo le pidió el divorcio y ahora será mamá soltera de un bebé por alquiler, conseguido luego de los múltiples embarazos fallidos de Regina. También aconseja a Alex nunca dejarse arrebatar lo que se merece por su trabajo. Alex vuelve a su departamento y comienza a escribir en un cuaderno sus vivencias como limpiadora. Al otro día, Sean le devuelve a Maddy y Alex envía un mensaje a Wayne contándole toda la verdad. |                                    |                 |                                        |                               |                 |
| 5 | «Thief» «Ladrón»                   | Lila Neugebauer | Colin McKenna                          | 1 de octubre de 2021          | T13.22655       |
| A Maddy le da fiebre un día en la guardería a la que asiste normalmente. Sin poder contactar a los padres, los encargados entregan a Maddy a su abuelo Hank y luego avisan a Alex, quien va a su casa y este les ofrece hospedaje, pero Alex lo rechaza. En una consulta médica, la doctora le dice a Alex que Maddy no mejorará a menos que se mude del apartamento, donde crece moho tóxico negro. Alex se muda donde Hank, quien vive con su esposa y sus dos hijas. Mientras limpia la casa donde solía vivir una mujer y su hijo, un famoso ladrón de casas, Alex queda atrapada en un compartimento oscuro, lo cual le provoca tener breves imágenes sobre un episodio de su infancia, y sufrir un ataque de pánico. Tras calmarse, recapacita sobre su madre, la cual nadie ha visto en semanas, y comienza a buscarla. Se topa con Danielle, quien ha vuelto con su pareja, por lo que Alex va al refugio y le pide a Denise hacer algo por ella, pero Denise le dice que no hay nada que se pueda hacer; también le dice a Alex que ha faltado a terapia grupal. En su último día limpiando la casa, Alex se encierra en el mismo compartimento, lo que desentierra un recuerdo de ella escondiéndose la noche que Hank golpeó a Paula y ambas huyeron. Esto provoca que Alex vuelva por su hija y se la lleve a vivir con Paula, quien aparece ahora casada con Basil. |                                    |                 |                                        |                               |                 |
| 6 | «M»                                | Helen Shaver    | Michelle Denise Jackson                | 1 de octubre de 2021          | T13.22656       |
| Alex hace terapia grupal con Denise, donde aprende a recordar un momento feliz de su vida cuando se sienta bajo mucho estrés. Este es cuando visitó la Universidad de Montana y escaló hacia la "M" en la ladera detrás de la misma. Luego acude al centro de ayuda social para conseguir una vivienda y entra al programa HOME TBRA de alivio de pago de alquiler, al que el arrendatario debe acceder a formar parte. Visita muchas muchas casas y en todas se niegan. Deja a Maddy con Sean y lo encuentra con Hank, quien lo está acompañando en Alcohólicos Anónimos. Alex se alegra por el progreso de Sean. Limpiando la casa de Regina, Alex le ofrece vivir allí y ser niñera del bebé en camino, pero Regina se niega. Alex finalmente convence a una arrendataria de entrar a TBRA. Días después, en la nueva casa, organiza una fiesta por el cumpleaños 3 de Maddy, donde Sean y su cita compran alcohol. Celebran también Nate y su hijo, y Paula, quien le cuenta a Alex que peleó con Basil y este huyó con la caravana donde vivían. La mañana siguiente, las propietarias despiertan a Alex para sacar a un Sean borracho y dormido en la sala, por lo cual la echan de la casa. Alex y Paula se van entonces a vivir a casa de Nate. |                                    |                 |                                        |                               |                 |
| 7 | «String Cheese» «El caballo»       | Helen Shaver    | Rebecca Brunstetter                    | 1 de octubre de 2021          | T13.22657       |
| Alex llega para limpiar una casa, pero nadie la recibe: el cliente olvidó cancelar la cita. Molesta con Yolanda porque no le pagarán y por esta negarse a conseguirle otra casa; Alex convence a una clienta de cancelar a una limpiadora de Yolanda, para suplantarla. Alex continúa escribiendo sus reflexiones sobre las casas que limpia. Ayuda a Paula con trámites legales para demostrar que es la dueña de una casa, cuyo alquiler está siendo cobrado por Basil. En casa de Nate, Alex fantasea con él, quien le cuenta que posee un caballo llamado String Cheese. Sean llega, avisa a Paula que su casa fue hipotecada por Basil y logra ubicarlo por el celular de Paula. Alex, Paula y Sean interceptan a Basil fuera de un casino; este les dice que es apostador compulsivo y perdió todo el dinero, así que Paula rompe con él. Los tres mencionados recuperan las cosas de Paula y parten de vuelta. Detenidos en una gasolinera, Paula se esfuma, pero la encuentran al poco tiempo, haciendo un alboroto en la casa hipotecada y con su brazo ensangrentado por haber quebrado una ventana. Esta imagen deja a Alex en estado de shock. La ayuda médica llega y se lleva a Paula al hospital. Sean se lleva a Alex a su casa, donde ella vuelve en sí y tienen sexo. |                                    |                 |                                        |                               |                 |
| 8 | «Bear Hunt» «Sin nada que perder»  | Quyen Tran      | Marcus Gardley and Molly Smith Metzler | 1 de octubre de 2021          | T13.22658       |
| Alex despierta contrariada y va a casa de Nate, quien está molesto por su larga ausencia. Alex le cuenta todo, así que Nate la corre de la casa, pero le sigue prestando el carro. Alex y Sean visitan a Paula en el hospital, quien debe ser internada contra su voluntad por enajenación mental o salir bajo la tutela de alguien. Alex elige dejar a Paula internada, quien se enoja y no le dirige la palabra. En casa de Sean, Alex rechaza sus insinuaciones y duerme en el sofá. Limpiando la casa de Regina, recibe una llamada de la Universidad de Montana (en Missoula) diciéndole que puede aplicar gratuitamente para la carrera de Escritura Creativa por haber sido aceptada años atrás, pero necesita enviar nuevos escritos. Aprovechando que Regina está exhausta por su nuevo bebé y toma una siesta, Alex transcribe y envía sus vivencias del cuaderno al computador. Deja botado su cuaderno y vuelve al negocio de Yolanda, quien la despide por haberle quitado una clienta. En la noche Sean le cuenta que Paula llamó a Basil, quien la sacó bajo su tutela. Alex se entera de que fue aceptada en la universidad, lo cual hace enojar a Sean, quien lo ve como un intento de alejarse de él. Sean le devuelve el carro a Nate a escondidas de Alex, quien le reclama en la mañana. Este reacciona violentamente y sale camino al trabajo, mientras Alex explota en llanto. |                                    |                 |                                        |                               |                 |
| 9 | «Sky Blue» «El color del cielo»    | John Wells      | Colin McKenna                          | 1 de octubre de 2021          | T13.22659       |
| Alex está deprimida mientras ella y Maddy viven con Sean, quien ha vuelto a tomar y ser agresivo. Sean es despedido de su trabajo, lo que provoca una fuerte discusión con Alex, tras la cual Alex encuentra a Maddy escondida y atemorizada. Una vez más, Alex huye con su hija en medio de la noche y contacta a Regina para que la lleve de nuevo al refugio. Al día siguiente, toma algo de ropa gratis disponible para las víctimas en la "boutique" del refugio, donde una de ellas le dice que incluso había llegado a olvidar su color favorito. Alex se encuentra con Regina, quien alaba su escrito y le da el contacto de una abogada. Gracias a uno de los carteles que Alex había pegado ofreciendo sus servicios, una mujer acumuladora compulsiva la contacta para que limpie su casa, y luego la recomienda. Alex recibe muchos pedidos y consigue suficiente dinero para comprar un carro. Habla con la abogada, quien le explica que puede llevarse a Maddy con ella a la universidad si Sean firma un permiso, de lo contrario irán a juicio. Alex se encuentra con su madre y le pide disculpas. Paula usó a Basil para salir y tiene un nuevo novio, Micah, quien vive con otra mujer. Alex vuelve a la boutique y escoge una camisa azul cielo, su color favorito. Enfrenta a Sean para demostrarle que ya no le tiene miedo y le pide firmar el permiso; él se niega. Esa noche Paula le dice a Alex que vive en una comunidad de artistas, pero Alex la sigue para enterarse de que en realidad se halla viviendo en su auto. |                                    |                 |                                        |                               |                 |
| 10 | «Snaps» «Chasquidos»               | John Wells      | Molly Smith Metzler                    | 1 de octubre de 2021          | T13.22660       |
| Alex le pide a Paula que se mude con ella y Maddy hacia Missoula (Montana), pero se niega. En el refugio, dirige un grupo de apoyo, donde les pide contar como fue o sería su día perfecto. Tras cada relato, vitorean con chasquidos. Alex quiere darle posada a Paula en el refugio, pero Denise le dice que no está permitido. Su abogada le dice a Alex que tiene que presentarse a audiencia en 14 días, estropeando sus planes de partir con Maddy hacia Missoula al agotarse su estadía en el refugio. También le dice que Sean puede ver a Maddy en presencia de un tercero, el cual Alex determina que sea Paula. También pide a Hank hablar a su favor como testigo de violencia emocional contra ella, pero este se niega. Alex deja a Maddy con Sean y Paula. Más tarde Sean le confiesa haber tenido un episodio de ira contra Maddy y hallarse desesperado por volver a beber. Sintiéndose incapaz, Sean cede la custodia total a Alex. Paula le dice a Alex que sí irá con ella, pero el día de partida cambia de parecer motivada porque Micah corrió a la otra mujer y la llevó a vivir con él. Alex parte junto a Maddy a Missoula, no sin antes agradecer a Regina por ser tan buena amiga. Al llegar, escalan hacia la "M" antes visitada por Alex, quien le dice a su hija que es la "M" de Maddy. Tal cual Alex había relatado, este sería el mejor día de su vida. |                                    |                 |                                        |                               |                 |